# 카를 토코 에캄비
카를 루이 브리앙 토코 에캄비(프랑스어: Karl Louis Brillant Toko Ekambi, 1992년 9월 14일 ~ )는 사우디 프로페셔널리그 클럽 알이티파크에서 공격수로 활약하고 있는 카메룬의 프로 축구 선수이다.
토코 에캄비는 리그 1의 앙제에 합류하기 전에 샹피오나 나시오날의 파리 FC와 리그 2의 소쇼에서 선수 생활을 시작했다. 스페인 라리가의 비야레알에서 18개월을 보낸 후, 그는 리옹에서 프랑스 1부 리그로 돌아왔다.
프랑스에서 태어나고 자란 토코 에캄비는 카메룬을 국제적으로 대표한다. 그는 2015년 카메룬 국가대표팀으로 합류해 국제 무대에 데뷔했다. 그는 2017년, 2019년 그리고 2021년 아프리카 네이션스컵에서 국가를 대표하여 2017년 토너먼트에서 우승했다. 그는 또한 2022년 FIFA 월드컵에서 뛰었다.

## 구단 경력

### 소쇼
파리에서 태어난 토코 에캄비는 3부 리그인 파리 FC에서 선수 생활을 시작하였다. 2014년 6월, 13골로 득점 3위를 기록한 그는 소쇼로 이적하였다. 그는 오를레앙과의 2014-15 시즌 개막일에 1-0으로 패한 홈 경기에서 토마 게르베르와 57분 교체되어 리그 2 데뷔전을 치렀다. 그는 14골로 공동 4위로 첫 시즌을 마감하였다.

### 앙제
2016년 6월, 토코 에캄비는 4년 계약으로 100만 유로에 앙제에 입단하였다. 그는 리그 1 첫 시즌에 7골을 득점하였는데, 이 중 2골은 2월 26일 바스티아와의 홈 경기에서 3-0으로 이긴 경기에서 기록하였다.
2017년 8월, 프리미어리그로 새롭게 승격된 브라이턴 & 호브 앨비언은 앙제에게 800만 유로와 100만 유로의 보너스를 제안하며 그를 영입했다. 그는 시즌 전반기에 리그 1 18경기에 출전하여 9골을 넣으며 좋은 모습으로 시즌을 시작하였고, 1월 이적 시장에서의 그의 활약으로 잉글랜드의 관심을 끌었다.
2018년 1월, 브라이턴은 그를 위해 입찰을 한 것으로 보도되었지만 앙제에 의해 거절되었다. 2월 24일, 토코 에캄비는 앙제는 2-1로 이긴 릴과의 원정 경기에서 89분에 승리를 포함하여 후반전에 두 골을 득점하여 앙제가 강등권에서 벗어나는 것을 도왔다. 그는 리그 최고 득점자 9위인 17골로 리그 1 2017-18 시즌을 마쳤다. 그는 리그에서 최고의 아프리카인으로 마르크비비앙 푀 상을 받았다. 그는 2003년 국가대표로 사망한 마르크비비앙 푀의 이름을 딴 카메룬인 최초의 선수였다.
2017년 4월 25일, 후반 교체 투입된 토코 에캄비는 2-0으로 이긴 갱강과의 쿠프 드 프랑스 준결승전에서 골을 넣었다. 1957년 5월 27일, 앙제는 1-0으로 패한 파리 생제르맹(PSG)과의 결승전에서 풀타임을 소화했다.

### 아브하
2023년 8월 24일, 토코 에캄비는 사우디 프로페셔널리그의 아브하와 2년 계약을 맺었다.

### 알이티파크
2024년 1월 30일, 토코 에캄비는 사우디 프로페셔널리그의 동료 클럽 알이티파크와 1년 6개월 계약을 체결했다.

## 국가대표팀 경력

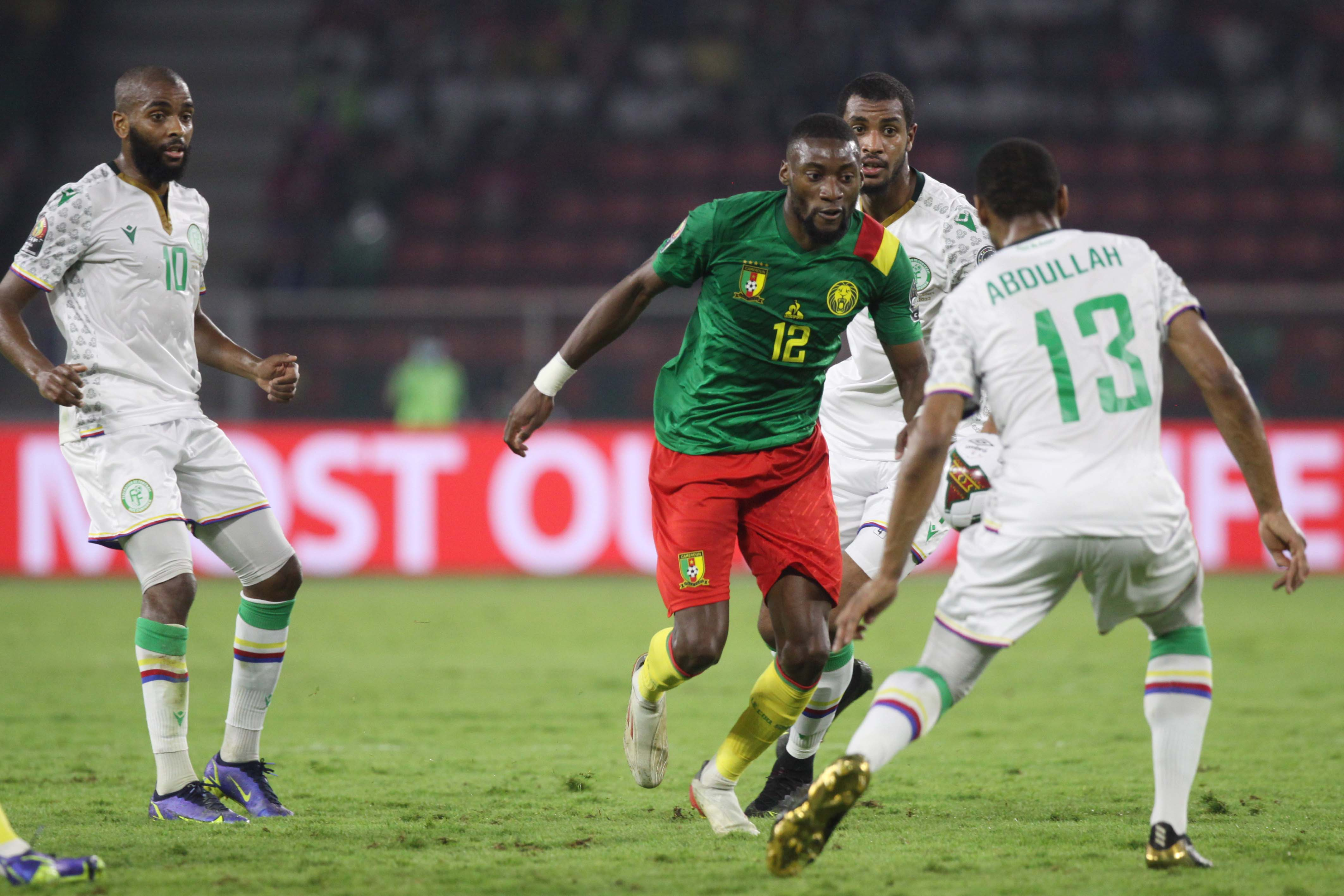
토코 에캄비, 코모로와 2021년 아프리카 네이션스컵 출전

토코 에캄비는 2015년 6월 6일, 프랑스 콜롱브에서 열린 부르키나파소와의 친선 경기에서 쥐스탱 멩골로와 66분에 교체 투입되어 카메룬 국가대표팀 데뷔전을 치렀다. 그는 이듬해 9월 3일, 감비아와의 2017년 아프리카 네이션스컵 예선 홈 경기에서 2-0으로 이긴 경기에서 첫 골을 넣었다. 위고 브로스 감독은 가봉에서 열린 결승전에 그를 소집했고, 팀은 승리했다.
2017년 3월 28일, 토코 에캄비는 브뤼셀에서 열린 기니와의 친선 경기에서 골을 넣었고, 1-2로 패한 경기에서 퇴장당했다. 6월, 브로스는 러시아에서 열린 2017년 FIFA 컨페더레이션스컵에 그를 선발했다. 그는 또한 이집트에서 열린 2019년 아프리카 네이션스컵에도 참가했다.
토코 에캄비는 에티오피아와의 2021년 아프리카 네이션스컵 조별 리그 경기에서 2골을 넣어 4-1 승리를 견인했고, 코모로와의 16강전에서는 선제골을 넣어 2-1 승리를 이끌었다. 1월 29일, 그는 감비아와의 8강전에서 두 골을 모두 넣었다. 2022년 3월 29일, 그는 알제리와의 경기에서 연장 후반 4분에 한 골을 추가해 카메룬을 2022년 FIFA 월드컵에 진출시켰다. 카타르에서 열린 결승전에서, 그는 첫 두 경기에 선발 출전했고, 브라질과의 1-0 승리에 교체 출전해 팀이 조별 리그에서 탈락했다.
코트디부아르에서 열린 2023년 아프리카 네이션스컵에서 세네갈과의 조별 리그 2차전에서 토코 에캄비는 리고베르 송 감독에 의해 퇴장당했고, 동료 공격수 뱅상 아부바카르가 부상을 당해 팀은 3-1로 패했다. 그는 다시 돌아와 감비아를 상대로 3-2 승리의 선제골을 터뜨리며 카메룬을 상대 팀의 16강 진출에 기여했다. 2024년 2월 2일, 그는 대회 종료 후 국가대표 은퇴를 선언했다.